# Шайтан-Кудеевская волость
Шайта́н-Куде́йская во́лость (баш. Шайтан-Көҙәй улысы) — административная единица Уфимского уезда Российской империи, РСФСР и СССР.
Территориально на территории современного Салаватского района . Административно-территориальная реформа произошла после того, как из Кигинского района на основании постановления Президиума ВЦИК от 31 января 1935 г. Президиум БашЦИК образовал новый Малоязовский район (с 1943 — Салаватский район) с центром в селении Малояз.
Шайтан-Кудейская волость ранее входила в Верхне-Кигинский район (с 20 сентября 1933 г. — Кигинский) с центром в селении Верхние Киги (по постановлению ВЦИК от 20 августа 1930 г., когда упразднялось существующее деление БАССР на 8 кантонов и образованием на их основе 48 районов). 
Шайтан-Кудейская волость объединяла следующие деревни: Идрис (Идрисово), Юнус (Юнусово), Алька (Алькино). Ранее в составе волости была деревня рода Юлай - Шагынаево (Юлаево), Текеево (место рождения Салавата Юлаева).